# Gabriele Ciuti

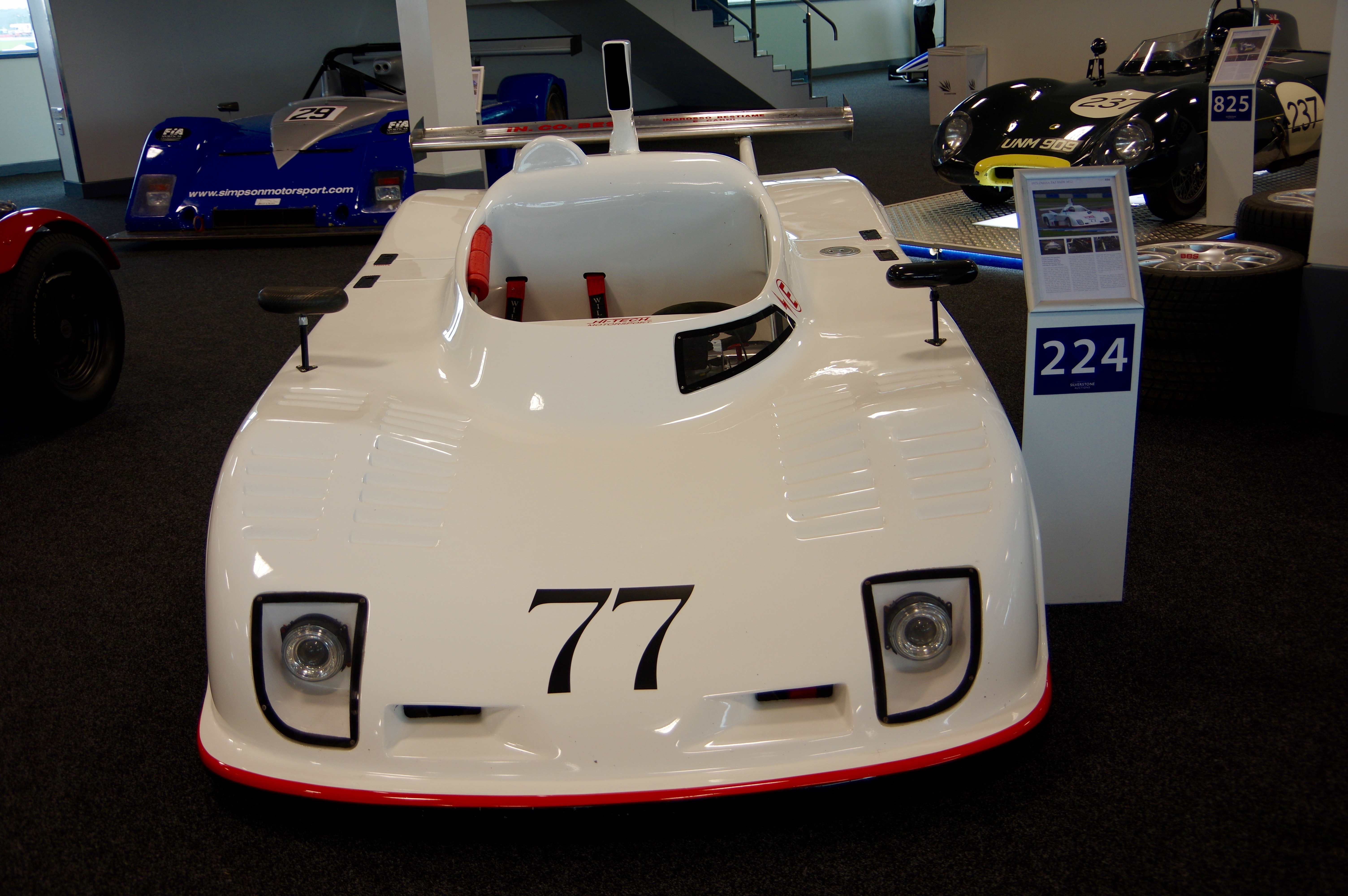
Auf einem Osella PA3 bestritt Gabriele Ciuti seine ersten Sportwagenrennen

Gabriele Ciuti ist ein ehemaliger italienischer Autorennfahrer.

## Karriere als Rennfahrer
Gabriele Ciuti war in den 1970er- und 1980er-Jahren als Sportwagenpilot und Bergrennfahrer aktiv. Bekannt wurde er 1977 durch einen schweren Unfall bei der Targa Florio.
Ciuti konnte schon einige Erfolge in der Italienischen Gruppe-6-Meisterschaft vorweisen, als er am 15. Mai 1977 bei der Targa an den Start ging. Die 1906 von Vincenzo Florio ins Leben gerufene Veranstaltung, war das letzte Straßenrennen Italiens. Die mangelnden Sicherheitseinrichtungen am Piccolo circuito delle Madonie waren seit Jahren bekannt und führten nach dem Rennen 1973 (Sieger Herbert Müller und Gijs van Lennep im Porsche Carrera RSR) zum Verlust des Weltmeisterschaftsstatus. Ciuti ging auf einem Osella PA5 ins Rennen und hatte schon in der ersten Runde einen Unfall. Der Osella prallte gegen eine Mauer und beschädigte dabei die Motorabdeckung, auf der auch der Heckflügel montiert war. Ciuti fuhr weiter und verlor wenig später die Abdeckung samt Heckflügel, die er auch an den Boxen nicht erneuern ließ. In der dritten Runde, auf dem schnellen Streckenabschnitt in der Nähe von Buonfornello, verlor er die Herrschaft über den beschädigten Wagen und kollidierte mit einer Gruppe von sechs Personen, die am Streckenrand standen. Der 30-Jährige, aus Termini Imerese stammende, Giuseppe Miccichè starb noch an der Unfallstelle. Ein weiteres Unfallopfer, Giuseppe Cirà, verstarb Stunden nach dem Unfall in einem Krankenhaus. Vier weitere Personen wurde schwer verletzt. Dem 48-jährigen Salvatore Settecase musste ein Bein amputiert werden. Ciuti wurde ebenfalls schwer verletzt und vom Rennfahrerkollegen Nicola Gitto in dessen Fiat 124 Spider an die Boxen gefahren. Von dort folgte ein Krankentransport per Hubschrauber in ein Krankenhaus nach Palermo. Das Rennen wurde nicht sofort abgebrochen, was zu heftiger Kritik an den Veranstaltern führte und das Ende der Veranstaltung einleitete.
Cuiti konnte nach langer Rekonvaleszenz 1980 ein Comeback als Fahrer geben. Neben erneuten Einsätzen in der Italienischen Gruppe-6-Meisterschaft war er auch einige Male in der Sportwagen-Weltmeisterschaft gemeldet. Er wurde Gesamtsechster beim 6-Stunden-Rennen von Pergusa 1981 und erreichte mit dem dritten Rang beim 1000-km-Rennen von Monza 1982, seine beste Platzierung bei einem internationalen Langstreckenrennen.

## Statistik

### Einzelergebnisse in der Sportwagen-Weltmeisterschaft
| Saison | Team          | Rennwagen  | 1   | 2   | 3   | 4   | 5   | 6   | 7   | 8   | 9   | 10  | 11  | 12  | 13  | 14  | 15  | 16  | 17  |
| ------ | ------------- | ---------- | --- | --- | --- | --- | --- | --- | --- | --- | --- | --- | --- | --- | --- | --- | --- | --- | --- |
| 1977   | Jolly Club    | Osella PA4 | DAY | MUG | DIJ | MON | SIL | NÜR | VAL | PER | WAT | EST | LEC | MOS | IMO | SAL | BRH | HOK | VAL |
| 1977   | Jolly Club    | Osella PA4 | 5   |     |     |     |     |     |     |     |     |     |     |     |     |     |     |     |     |
| 1981   | Luigi Colzani | Osella PA7 | DAY | SEB | MUG | MON | RIV | SIL | NÜR | LEM | PER | DAY | WAT | SPA | MOS | ROA | BRH |     |     |
| 1981   | Luigi Colzani | Osella PA7 |     |     |     | DNF |     |     |     |     | 6   |     |     |     |     |     |     |     |     |
| 1982   | Escolette     | Osella PA7 | MON | SIL | NÜR | LEM | SPA | MUG | FUJ | BRH |     |     |     |     |     |     |     |     |     |
| 1982   | Escolette     | Osella PA7 | 3   |     |     |     |     |     |     |     |     |     |     |     |     |     |     |     |     |